# Canton de Limoges-8
Le canton de Limoges-8 est une circonscription électorale française située dans le département de la Haute-Vienne et la région Nouvelle-Aquitaine.

## Histoire

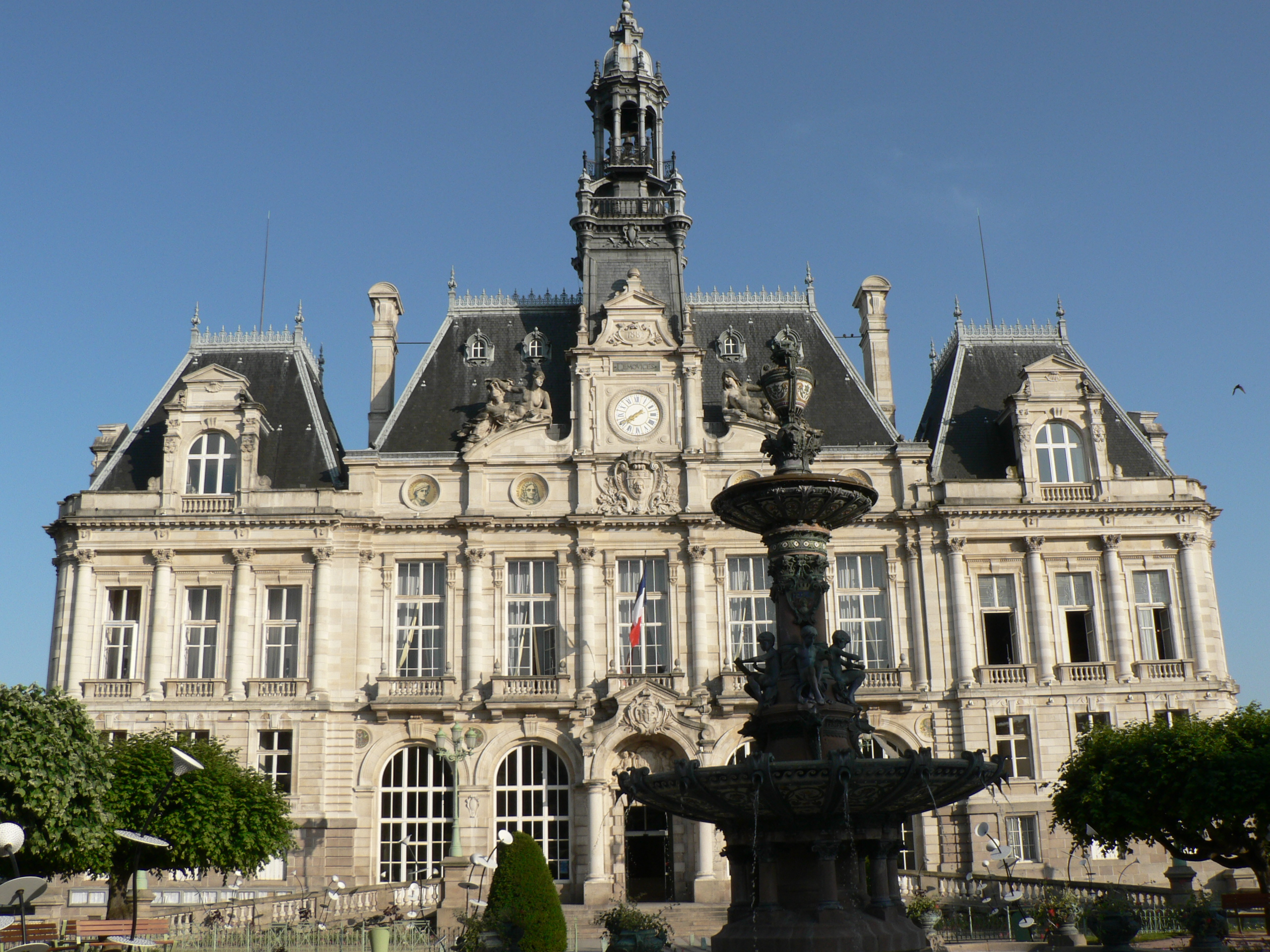
L'hôtel de ville de Limoges.
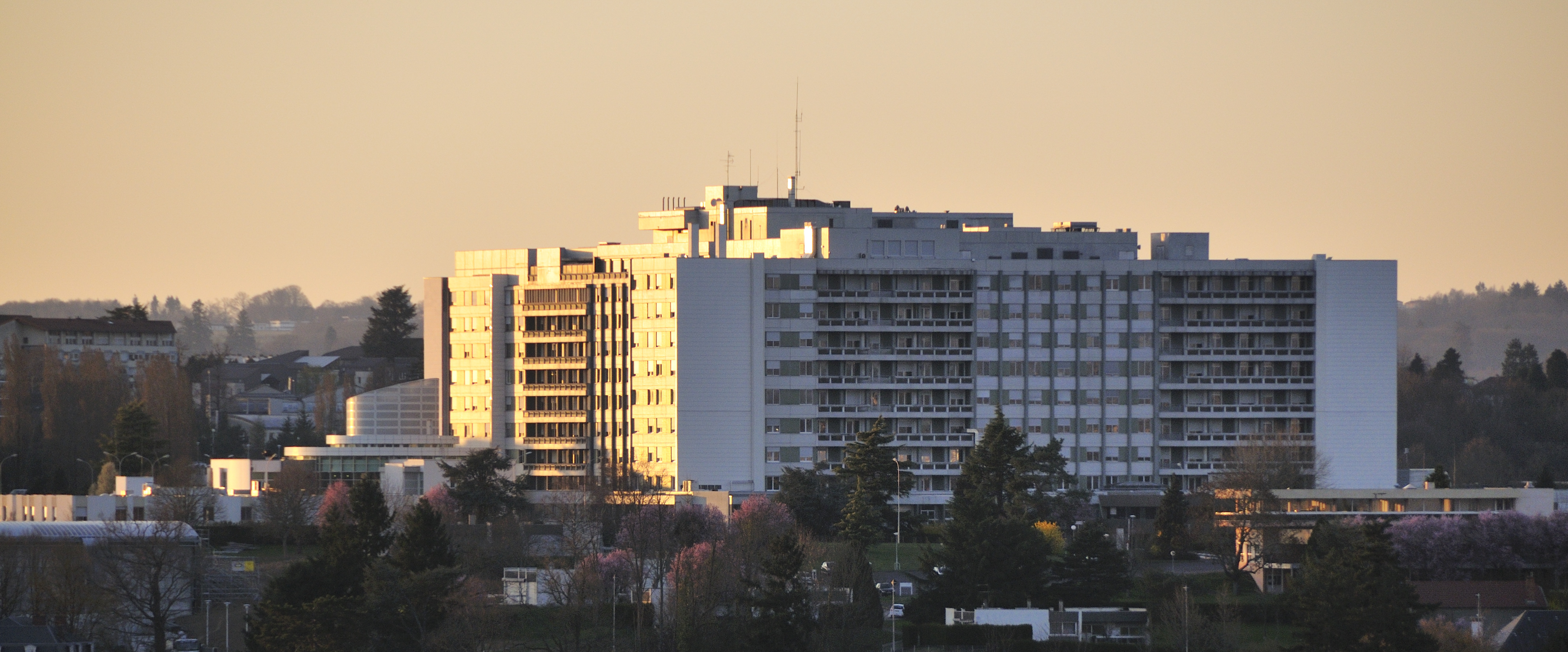
Le CHRU.
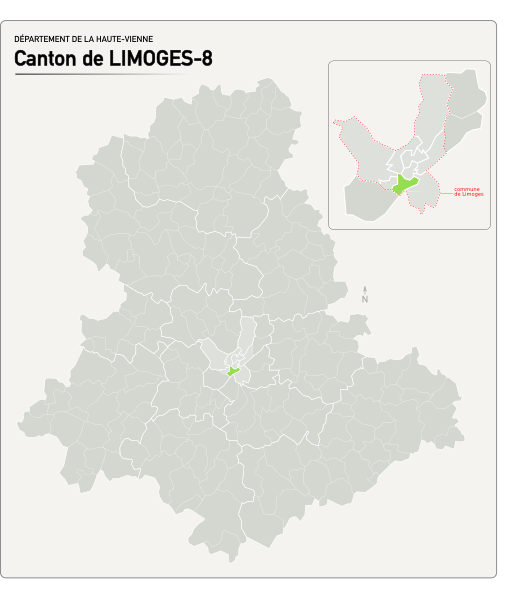
Situation du canton de Limoges-8 dans le département de la Haute-Vienne depuis 2015.

Un nouveau découpage territorial de la Haute-Vienne entre en vigueur à l'occasion des élections départementales de mars 2015, défini par le décret du 13 février 2014, en application des lois du 17 mai 2013 (loi organique 2013-402 et loi 2013-403). Les conseillers départementaux sont, à compter de ces élections, élus au scrutin majoritaire binominal mixte. Les électeurs de chaque canton élisent au Conseil départemental, nouvelle appellation du Conseil général, deux membres de sexe différent, qui se présentent en binôme de candidats. Les conseillers départementaux sont élus pour 6 ans au scrutin binominal majoritaire à deux tours, l'accès au second tour nécessitant 12,5 % des inscrits au 1er tour. En outre la totalité des conseillers départementaux est renouvelée. Ce nouveau mode de scrutin nécessite un redécoupage des cantons dont le nombre est divisé par deux avec arrondi à l'unité impaire supérieure si ce nombre n'est pas entier impair, assorti de conditions de seuils minimaux. En Haute-Vienne, le nombre de cantons passe ainsi de 42 à 21.
Le canton de Limoges-8 est formé d'une fraction de la commune de Limoges issue des anciens cantons de Limoges-Émailleurs, de Limoges-Puy-las-Rodas, de Limoges-Condat et de Limoges-Cité.
Le canton est entièrement inclus dans l'arrondissement de Limoges. Le bureau centralisateur est situé à Limoges.

## Représentation
| Période élective | Période élective | Mandat | Mandat   | Identité         | Nuance | Nuance | Qualité                                                  |
| ---------------- | ---------------- | ------ | -------- | ---------------- | ------ | ------ | -------------------------------------------------------- |
| 2015             | 2021             | 2015   | 2021     | Jean-Marie Bost  |        | LR     | Assureur à Limoges, conseil municipal délégué de Limoges |
| 2015             | 2021             | 2015   | 2021     | Isabelle Debourg |        | DVD    | Voyagiste Adjointe au maire de Limoges                   |
| 2021             | 2028             | 2021   | en cours | Jean-Marie Bost  |        | LR     | Assureur à Limoges, conseil municipal délégué de Limoges |
| 2021             | 2028             | 2021   | en cours | Isabelle Debourg |        | LR     | Voyagiste Adjointe au maire de Limoges                   |

### Résultats détaillés

#### Élections de mars 2015
À l'issue du 1er tour des élections départementales de 2015, deux binômes sont en ballottage : Jean-Marie Bost et Isabelle Debourg (Union de la Droite, 39,52 %) et Nathalie Nathan-Denizot et Bernard Vareille (PS, 28,78 %). Le taux de participation est de 53,07 % (4 562 votants sur 8 596 inscrits) contre 57,81 % au niveau départemental et 50,17 % au niveau national.
Au second tour, Jean-Marie Bost et Isabelle Debourg (Union de la Droite) sont élus avec 55,64 % des suffrages exprimés et un taux de participation de 51,66 % (2 226 voix pour 4 441 votants et 8 596 inscrits).

#### Élections de juin 2021
Le premier tour des élections départementales de 2021 est marqué par un très faible taux de participation (33,26 % au niveau national). Dans le canton de Limoges-8, ce taux de participation est de 30,96 % (2 596 votants sur 8 386 inscrits) contre 37,25 % au niveau départemental. À l'issue de ce premier tour, deux binômes sont en ballottage : Jean-Marie Bost et Isabelle Debourg (DVD, 38,53 %) et Romain Batissou et Corinne Pago (PS, 26,76 %).
Le second tour des élections est marqué une nouvelle fois par une abstention massive équivalente au premier tour. Les taux de participation sont de 34,36 % au niveau national, 38,38 % dans le département et 32,72 % dans le canton de Limoges-8. Jean-Marie Bost et Isabelle Debourg (DVD) sont élus avec 53,78 % des suffrages exprimés (1 350 voix pour 2 745 votants et 8 389 inscrits),,.

## Composition
| Nom                             | Code Insee | Intercommunalité     | Superficie (km2) | Population (dernière pop. légale)                 | Densité (hab./km2) | Modifier                                    |
| ------------------------------- | ---------- | -------------------- | ---------------- | ------------------------------------------------- | ------------------ | ------------------------------------------- |
| Limoges (bureau centralisateur) | 87085      | CU Limoges Métropole | 78,03            | Fraction : 15 642 (2022) Commune : 129 754 (2022) | 1 663              | modifier les données · modifier les données |
| Canton de Limoges-8             | 8715       |                      |                  | 15 642 (2022)                                     |                    | modifier les données                        |

Le canton de Limoges-8 comprend la partie de la commune de Limoges située au sud d'une ligne définie par l'axe des voies et limites suivantes depuis la limite territoriale de la commune de Condat-sur-Vienne, cours de la Vienne, Pont-Neuf, avenue Georges-Dumas, boulevard de la Corderie, place de la Cité, rue des Charseix, boulevard Louis-Blanc, avenue Baudin, rue Ferdinand-Buisson, rue du Clos-Adrien, avenue Ernest-Ruben, rue Pétiniaud-Beaupeyrat, cours Jean-Pénicaud, avenue Saint-Eloi, rue Paul-Derignac, rue Montalembert, rue François-Perrin, rue du Clos-Rocher, rue Armand-Dutreix, rue du Clos-Augier, rue des Horticulteurs, rue François-Perrin, avenue de Naugeat, boulevard de Vanteaux, avenue Martin-Luther-King, rue de Bourneville, jusqu'à la limite territoriale de la commune d'Isle.
Il comprend les quartiers de l'Hôtel de ville, du Centre Hospitalier Universitaire, une partie de celui des Émailleurs, de Bellevue, de Révolution, de Sainte-Claire, de Ruchaud-Curie et de Vanteaux.

## Démographie
En 2022, le canton comptait 15 642 habitants, en évolution de −1,51 % par rapport à 2016 (Haute-Vienne : −0,68 %, France hors Mayotte : +2,11 %).
| 2013   | 2018   | 2022   |
| ------ | ------ | ------ |
| 16 427 | 15 775 | 15 642 |